# Соба (місто)
Соба — колишня столиця середньовічного Нубійського королівства Алва. Ернест Альфред Волліс Бадж ототожнив його з групою руїн на Блакитному Нілі за 19 км від Хартума, де є залишки мероїтського храму, який був перетворений в християнську церкву. Це могло помістити Собу в сучасному суданському штаті Ель-Гезіра.[джерело?]
Ібн Селім ель-Асвані назвав місто великим і заможним, але він, ймовірно, ніколи не відвідував його, і сучасні археологічні дослідження показали, що це було середнього розміру поселення. Побудоване переважно з червоної цегли, занедбане місто було розграбовано для матеріалів для будівництва Хартума, коли той був заснований в 1821 році.

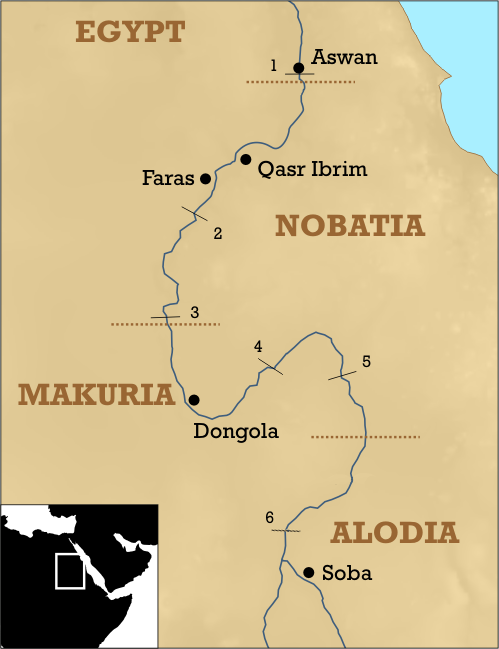
In this map, Soba is marked on the east bank of the Blue Nile river